# Битка код Никопоља
Битка код Никопоља (тур. Niğbolu Savaşı, рум. Bătălia de la Nicopole) одиграла се 25. септембра 1396. године између Османског царства и његових вазала (међу којима је био и српски одред предвођен кнезом Стефаном (кнез 1389 — 1402, деспот 1402—1427)) са једне и савеза који су чиниле Краљевина Угарска, Свето римско царство, Француска, Влашка, Пољска, Краљевина Енглеска, Краљевина Шкотска, Стара швајцарска конфедерација, Република Венеција, Република Ђенова и витезови Јовановци са друге стране недалеко од Никопоља, тврђаве на Дунаву у данашњој Бугарској. Ова битка се често означава и као Никопољски крсташки поход (или рат) и представља последњи већи средњовековни крсташки поход. Понекад се наводи да се битка одиграла 28. септембра.
Исход битке је потпуни пораз и расуло хришћанске војске. Може се сматрати да је ова битка означила крај Другог Бугарског царства и после ње више није било покушаја крсташких ратова против Турака.

## Позадина
У XIV веку вођени су мањи крсташки походи који су предузимале углавном мале групе витезова. Најпознатији међу њима био је неуспешни крсташки поход на Тунис 1390. године а затим борбе у северној Европи дуж балтичке обале. Након победе на Косову 1389. Османлије постају одлучујући фактор на Балкану и сукобљавају се све чешће са Краљевином Угарском. Византија је сведене на околину Цариграда који је био често опседан (1390, 1395, 1397, 1400, 1422. све до пада 1453. године). Године 1393. бугарски цар Иван Шишман је изгубио Никопоље, своју привремену престоницу. Град су заузели Турци Османлије а његов брат Иван Страцимир који је држао Видин постао је њихов вазал.
Два пресудна фактора у формирању последњег крсташког рата били су текући Стогодишњи рат између Енглеске Ричарда II и Француске Шарла VI, и подршка Филипа II, војводе од Бургундије. У марту 1395. године Ричард II је предложио брак између себе и ћерке Шарла VI Изабеле у интересу мира и два краља су се срела у октобру 1396. године на границама Калеа да би пристали на унију и пристали на продужење примирја из Леулингхема. Бургундије, међу најмоћнијим француским војводствима, такође је била витална. Године 1391, Бургундија је, покушавајући да одлучи између слања крсташког рата или у Пруску или у Угарску, послала свог изасланика Гиа де Ла Тремоилеа у Венецију и Угарску да процени ситуацију. Било је врло мало вероватно да се одбрана од Турака сматра посебно важним циљем крсташког рата. Интерес Бургундије за спонзорисање крсташког рата био је повећањe престижа и моћи њене властеле, а, примећује историчарка Барбара Такман, „будући да је Филип II био окренут самовеличању, резултат је био да је раскошно представљање постало доминантна тема; планови, логистика, знање о непријатељу је дошло у други план, ако је уопште било другог палана.“ Године 1394, Бургундија је из Фландрије извукла 120 000 ливара, што је било довољно да започну припреме за крсташки рат, и јануара 1395. послала је вест угарском краљу Жигмунду да ће бити прихваћен званични захтев упућен француском краљу за прикључење крсташком рату.
У августу је Жигмундова делегација од четири витеза и једног бискупа стигла на двор Париза како би преувеличано описали како "40 000" Турака пустоши и хара хришћанске земље, и како би молили, у име Жигмунда, помоћ. Шарл VI, обезбедивши мир са Енглеском браком своје ћерке, одговорио је да је његова одговорност да заштити хришћанство и казни султана Бајазита. Француско племство је са одушевљењем одговорило на изјаву; Филип Артоа, гроф Еуа, француски позорник, и Жан II ле Менгр, маршал Француске, прогласили су учешће у крсташком рату дужношћу сваког „храброг човека“.

## Војна снага
Број ратника је у великој мери оспораван у историјским извештајима. Историчарка Барбара Такман примећује: „Хроничари су уобичајено поклапали бројеве са страхотом догађаја“, а битка код Никополиса сматрала се толико значајном да се број бораца које су давали средњовековни хроничари креће чак до 400.000, при чему свака страна инсистира на томе да их је непријатељ надмашио. два према један, што је за крсташе нудило извесну утеху за пораз, а за Турке повећало славу њихове победе. Такман често одбацује цифру од 100.000 крсташа, примећујући да би 100.000 људи требало месецима да пређе Дунав код Гвоздених врата, док је крсташима требало осам дана.
Најреалнији запис о бројности забележио је Јохан Шилтбергер, немачки следбеник баварске властеле, који је био сведок и учесник битке са 16 година, а Турци су га заробили и тек након 30 година се вратио кући. У то време написао је детаље о бици процењујући крсташку снагу у врхунцу на 17.000, мада је такође преценио турске снаге као дивљу хорду од 200.000. Немачки историчари 19. века, покушавали су да процене бројност са сваке стране дошавши до бројки од око 7.500–15.000 хришћана и око 12.000–20.000 Турака, уз напомену да би са логистичке тачке гледања било немогуће за околину Никополиса да снабдева храном и сточном храном десетине хиљада људи и коња (Средњовековне војске снабдевале су се залихама узимајући их из околине док су марширале).
| Извор                             | Година       | Припадност | # Крсташа   | # Турака      | Укупан #      | Наведено |
| --------------------------------- | ------------ | ---------- | ----------- | ------------- | ------------- | -------- |
| Јохан Шилтбергер                  | 1427         | Немац      | 16.000      | 200.000       | 216.000       | [ 16 ]   |
| Шукурлах у делу Behçetu't-Tevârih | 1460s        | Турчин     | 130.000     | 60.000        | 190.000       | [ 17 ]   |
| Немачки историчари 19. века       | 19th century | Немци      | 7.500–9.000 | 12.000–20.000 | 19.500–29.000 | [ 15 ]   |
| Давид Никол                       | 1999         | Британац   | 16.000      | 15.000        | 31.000        | [ 18 ]   |

## Састав крсташких снага
Из Француске се придружило око 5000 витезова и штитоноша, а пратило их је 6 000 стрелаца и пешака извучених из најбољих добровољачких и плаћеничких чета; укупно око 11.000 људи. Следећи по важности били су Хоспиталци са Родоса, који су били стандардни носиоци хришћанства на Леванту од пропaсти Цариграда и Кипра. Венеција је снабдевала поморску флоту за подршку акцијама, док су мађарски изасланици подстицали немачке принчеве Рајне, Баварске, Саксоније и других делова царства да се придруже. Француски гласници прогласили су крсташки рат у Пољској, Бохемији, Навари и Шпанији, из којих су долазили појединци.
Италијански градови-државе били су превише ангажовани у свом уобичајеном ривалству да би учествовали, а широко прихваћено и хваљено енглеско учешће се никада није десило. Извештај о 3.000 енглеских витезова потиче од савременог истраживача Антониа Фјорентино, а као чињеницу га је наводио историчар и коптолог Азиз С. Атија. Хиљаду витезова заправо би износило „четири до шест хиљада људи и најмање двоструко више коња“, рачунајући пешаке и друге задржанике. Међутим, не постоје записи о финансијским аранжманима који су у Енглеској склопљени за слање снага у иностранство, нити о било каквој краљевској припреми која је потребна за организацију и слање таквих снага. Извештаји Хенрија IV који је водио енглески контингент морају бити лажни, јер је присуство Хенрија IV, као и готово свих других значајних племића у земљи, забележено на краљевом венчање пет месеци након крсташког одласка. Атија је такође сматрао да призивање Светог Ђорђа као ратни поклич у Никополису означава присуство енглеских војника, којима је био заштитник; али Жан Фроасар, који ово помиње, тврди да је поклич доделио француски витез Филип II Смели. Даље, у Енглеској није било прикупљања новца за откупнину да би се платили заробљеници, као што је било у свакој другој земљи која је послала људе у битку. Спорадично помињање у савременим извештајима о присуству „Енглеза” може се приписати витезовима Хоспиталцима пореклом из Енглеске, који су се придружили крсташком рату након што су напустили Родос и запловили Дунавом. Могући разлози енглеског одсуства укључују и све већу напетост између краља и војводе Глостершира, што их је можда уверило да је најбоље да држе војску у близини, јер су антипатије због дугог рата између Енглеза и Француза расле, а што је резултирало да Енглези одбијају да размотре стављање војске под крсташки стег и под вођство Француске, без обзира на недавно закључени мир.
Ипак, очигледно претеране бројке и даље се понављају. Ту спадају 6.000–12.000 Мађара, ~11.000 француских, енглеских и бургундских трупа, ~12.000 Влаха предвођених Mирчом, принцом Влашке, ~6.000 Немаца и скоро 15.000 холандских, бохемских, шпанских, италијанских, пољских, бугарских, шкотских и швајцарских трупа на копну, уз поморску подршку Венеције, Ђенове и витезова Светог Јована. То резултира цифром од око 47.000 - 49.000 укупно; могуће до 120.000 или 130.000 према бројним изворима, укључујући османског историчара Шукурлаха који 1460-их у својој књизи (Behçetu't-Tevârih) наводи бројку крсташке војске oд 130 000.

## Састав османских снага
Снага Османлија такође се процењује на око 15–20.000, али и овде су честе пренаглашене бројке. Извори пружају процене величине војске до 60.000, укључујући османског историчара Шукурлаха, који, пишући 1460-их, наводи број османске војске у својој књизи, а то је 60.000, наизменично описивано као отприлике половина крсташке војске. Османске снаге су такође укључивале и 1.500 до 5.000 српских витезова и тешке оклопне коњице под командом кнеза Стефана Лазаревића, који је био вазал султана Бајазита након Косовске битке 1389. године.

## Пут крсташа
Док је Филип II Смели, војвода од Бургундије, првобитно планирао да поведе крсташки рат заједно са Џоном од Гента и Лујом од Орлеана, сва тројица су се повукла, тврдећи да су мировни преговори са Енглеском захтевали њихово присуство, мада можда и зато што се нико није усудио да напусти близину престола јер су остали њихови главни ривали. Међутим, Бургундија је задржала контролу над организацијом рата именовањем 24-годишњег Џона, грофа од Невера, војводиног најстаријег сина, за номиналнoг команданта. Бургундија, можда препознајући да је његовом сину, као и пуковнику д'Еу и маршалу Жану Ле Мангру, који су обојица били млађи од 35 година, недостајало потребно искуство, позвала је Енгуерана VII, Господара Koусија, најискуснијег ратника и државника царства, да буде „главни саветник“ Џона, грофа од Невера током крсташког рата. Док је Џона, грофа од Невера добио дугачки списак „саветника“, као и још један списак истакнутих француских господара са којима се он могао консултовати „кад му се то чинило добрим“, концепт јединствене команде још увек није заживео у средњовековној војној врлини. Правила дисциплине за крсташки рат донета су на ратном савету 28. марта 1396. године, који је укључивао коначну одредбу - „Ставка да [у борби] гроф и његова чета полажу право на аванте-гарде“, откривајући да је витешки законик и даље захтевао да витезови докажу своју храброст предводећи јуриш.

### Кa Будиму
Крсташки рат кренуо је из Дижона 30. априла 1396, крећући се преко Баварске путем Стразбура до горњег тока Дунава, одакле су речном флотом кренули са Жигмундом у Будим. Одатле су крсташки циљеви, иако су им недостајали детаљи планирања, постали протеривање Турака са Балкана, а затим одлазак у помоћ Цариграду, прелазак Хелеспонта и марш кроз Турску и Сирију за ослобађање Палестине и Светог гроба, па тријумфални повратка у Европи морским путем. Договорено је да венецијанска флота блокира Турке у Мраморном мору и да Млечани плове Дунавом у сусрет крсташима у Влашкој у јулу.
Валентина Висконти, супруга војводеЛуја од Орлеана и вољена ћерка Ђана Галаца Висконтија, прогнана је из Париза због махинација са краљицом Изабелом истог месеца када је кренуо крсташки рат. Војвода од Милана запретио је да ће послати витезове да бране част своје ћерке, али је, након катастрофе у Никопољу, било проширено мишљење да је он Бајезиту I пренео обавештајне податке о кретању крсташких трупа. О томе не постоје чврсти докази и вероватно је да је Ђан Галацо Висконти након тога постао жртвени јарац због постојећег непријатељства са Француском, мада остаје могућност да је војвода од Милана, који је убио свог ујака како би осигурао властиту моћ, у ствари издао крсташе. Енгеран VII од Коусија је у пратњи Хенрија од Бара и њихових следбеника, кренуо је из Милана у Венецију, одакле је 17. маја отпловио у хрватску луку Сењ а 30. маја кренуо копном за Будим.
Енгеран VII од Коусија је стигла знатно пре Џона, грофа од Невера, који се зауставио у горњем току Дунаву на забави немачких принчеви. Џон је у Беч стигао тек 24. јуна, пуних месец дана иза крсташке војске предвођене Филипом II Смелим и Жаном Ле Мангром. Флота од 70 венецијанских бродова натоварених намирницама послата је низ Дунав, док је грофа од Невера уживао у још једној забави које је приредио његов зет Леополд IV, војвода од Аустрије. Потом је Џон затражио од свог шурака запањујући зајам од 100.000 дуката, за шта је требало времена да се среди, и на крају је стигао у Будим у јулу.

### Од Будима до Никопоља
Кад су вође стигле, стратегију је требало усагласити са Филбертом де Наилаком, вођом витезова Хоспиталаца, и представницима венецијанске флоте. Четрдесет и четири млетачка брода превезла су Хоспиталце са Родоса кроз Егејско море у Мраморно море. Чињеница да Турци, који су имали инфериорно морнаричко присуство, нису изазивали Млечане због контроле мора, доказ је да је Бајазит I и већина његових снага већ било на тлу Европе.
Ратно веће у Будиму одмах је било место жестоког спора. Претходне године Бајазит I је изјавио да ће напасти Мађарску до маја, али се није појавио до краја јула. Мађарски извиђачи послати до Хелеспонта нису могли да му нађу трага, због чега су Французи прогласили да је кукавица. Жигмунд је уверавао крсташе да ће Бајазит и саветовао је да би било паметније пустити Турке да пређу дуги пут ка њима, него да они предузму исти дуги поход ка њима. Французи и њихови савезници одбацили су ову стратегију. Енгеран VII од Коусија делујући као представник, изјавио је: "Иако су султанове хвалисања лаж, то нас не би смело спречавати да оружјем гонимо своје непријатеље, јер је то сврха због које смо дошли." Жигмунд није имао другог избора него да пристане, мада хроничари такође пишу да је Енгеранов говор узбудио љубомору код Филипа II, који је сматрао да је требало да има част да представља крсташе због свог положаја у Француској.
Крсташи су почели да марширају левом обалом Дунава, иако је део мађарске војске скренуо на север да окупи снаге Трансилваније и снаге Влашке под вођством Мирче Старијег. Остатак Мађара чинио је задњи део крсташке колоне. Како су се крсташи преселили на територију коју су држали муслимани, расло је пљачкање и малтретирање становништва. Иако је забележено да су крсташи повремено пљачкали и силовали док су пролазили кроз Немачку, недисциплина Француза достигла је нове висине када су ушли у „расколничке“ земље, међу којима је била и Србија. Хроничари су такође елоквентно говорили о неморалу и богохулству крсташа, пишући детаљне извештаје о пијаним витезовима који су данима лежали са проституткама. Барбара Такман упозорава да су такви хроничари били део савремене тенденције да се неморал крсташа криви за пораз крсташког рата и да је немогуће верификовати такве тврдње.
Код Оршаве, где се Дунав сужава код Гвоздених врата, колона је током осам дана прелазила на десну обалу користећи понтоне и чамце. Њихова прва мета био је Видин, претходно главни град Видинског царства, а затим под турском контролом. Владар Видина Јован Страцимир, немајући жељу да се као вазал бори на страни Турака, одмах се предао. Једино крвопролиће било је погубљење турских официра у одбрамбеном гарнизону, мада је инцидент послужио да додатно увери Французе да Турци нису способни да изазову крсташе на терену.
Следећа мета било је Орјахово, јака тврђава смештена 75 километара од Видина. Фрустрирани недостатком могућности да својим оружјем покажу своју храброст, Французи су ноћу извели принудни марш да би стигли до замка пре својих савезника, стигавши ујутро баш кад су турске снаге изашле да униште мост преко рова. У жестокој борби Французи су осигурали мост, али нису успели да напредују док Жигмунд није стигао. Снаге су се удружиле и успеле да дођу до зидина пре ноћи и потисну браниоце. Следећег јутра становници Орјахова сложили су се да се предају Жигмунду уз уверење да ће њихови животи и имовина бити поштеђени. Французи су одмах прекршили Жигмундов споразум, пљачкајући и масакрирајући људе у граду након што су отворене капије, а касније тврдећи да су град заузели освајањем јер су њихови ратни војници претходне ноћи били на врху зидина. Хиљаду становника, и турских и бугарских, одведени су као таоци и град је запаљен. Мађари су француску акцију схватили као тешку увреду за свог краља, док су Французи оптужили Мађаре да су им борбом покушали одузети славу победе.
Оставивши гарнизон да задржи Орјахово, крсташи су наставили према Никопољу, успут нападајући једну или две тврђаве или насеља, али заобилазећи једну тврђаву из које су гласници побегли да би Бајазита обавестили о хришћанској војсци. Дванаестог септембра крсташи су угледали тврђаву Никопољ на њеној кречњачкој литици.

## Опсада Никопоља
Никопољ, смештен у природном одбрамбеном положају, био је кључно упориште које је контролисало доњи ток Дунава и линије комуникације ка унутрашњости. Између литице и реке пролазио је мали пут, док је тврђава заправо била два зидана града, већи на брду и мањи у долини. Добро одбрањен и снабдевен, турски гувернер Никопоља, Доган Беј, био је сигуран да ће Бајазит I морати да прискочи граду у помоћ и био је спреман да издржи дугу опсаду.
Крсташи са собом нису допремили опсадне машине, али Жаном Ле Мангром је оптимистично изјавио да се мердевине лако израђују и вреде више од катапулта када их користе храбри људи. Међутим, недостатак опсадног оруђа, стрма падина до зидина и застрашујућа утврђења, онемогућавали су заузимање дворца на јуриш. Крсташи су поставили положаје око града да блокирају излазе, а поморском блокадом реке решили су се за опсаду да изгладне бранитеље. Ипак, били су уверени да ће опсада тврђаве бити увод у велики напор за пут ка Цариграду и нису веровали да ће Бајазит I тако брзо стићи да им пружи праву битку.
Прошле су две недеље док су се докони крсташи забављали гозбама, играма и вређањем борилачке вештине свог непријатеља. Било због пијанства или непажње, крсташи нису постављали страже, иако су трагачи који су се удаљавали од логора пронели вест о приступу Турака. Бајазит I је у то време већ пролазио Адријанопопљ и био је на маршу кроз превој Шипка до Трново. На путу му се придружио и његов савезник Стефан Лазаревић из Србије са својом тешком коњицом. Жигмунд је послао 500 коњаника да изврше извиђање на реону око Трнова, 70 миља јужно, и вратили су са вешћу да Турци заиста долазе. Вест је стигла и до опкољених становника Никопоља, који су затрубили и клицали. Жаном Ле Мангром је тврдио да је бука њиховог славља била варка јер је веровао да султан никада неће напасти; даље је запретио да ће одсећи уши свима који су се расправљали о гласинама о приступу Турака као штетним за морал крсташа.
Један од ретких који се бринуо за извиђање ситуације био је Ингелрам де Куси, и повео је групу од 500 витезова и 500 стрелаца на југ. Сазнавши да се велика група Турака приближавала кроз оближњи превој, одвојио је 200 коњаника да би извели лажно повлачење, увлачећи Турке у заседу где су остали његови људи, сакривајући се, напали су њихов задњи крај.Кусијеви људи убили су колико год су могли и вратили се у логор где је његова акција протресла камп из летаргије и изазвала дивљење осталих крсташа. Барбара Такман тврди да је то такође повећало прекомерно самопоуздање Француза и поново изазвало љубомору код Филипа II, који је оптужио Ингерлама да је ризиковао војску из непромишљености и да је покушао да украде славу и ауторитет Неустрашивом.
Жигмунд је сазвао ратни савет 24. септембра на којем су он и Мирча I Старији предложили борбени план у којем ће влашки пешаци, који су имали искуства у борби с Турцима, бити послати у првом нападу у сусрет турској претходници; ово је обично била слабо наоружана милиција, која се обично користила за пљачку, али се користила у борби за умарање противника пре него што су се упознали са квалитетнијим турским снагама. Жигмунд је тврдио да ова претходница није била вредна пажње витезова. Он је предложио да, након што прође шок првог сукоба, Французи формирају прву линију фронта да би навалили, док их Мађари и остали савезници буду следили и спречавали сипахије да приђу са бока. Филип II Смели је предлог осудио као понижавајући за витезове који ће бити принуђени да следе сељачке лакаје у бој. Наводно је изјавио, „Заузети позадину значи срамотити нас и изложити нас презиру свих“ и изјавио да ће се заузети за предње место као вођа и да ће му свако ко се нађе испред њега од савезника нанети смртну увреду. У томе га је подржаоЖаном Ле Мангром а Јован II Неустрашиви је био лако убеђен.
Са Французима који су били мотивисани, Жигмунд је отишао да састави план борбе за своје снаге. Очигледно је за неколико сати у логор пристигла вест да је Бајазит I удаљен само шест сати. Крсташи, за које се каже да су били пијани за вечером, реаговали су збуњено; неки су одбили да верују извештају, неки су се успаничили, а неки су се на брзину припремили за битку. У овом тренутку, наводно због недостатка резервних чувара, затвореници заробљени у Орјахову су посечени. Чак би и европски хроничари то касније назвали чином „варварства“.

## Битка
У зору 25. септембра борци су почели да се организују под заставама. У овом тренутку, Жигмунд је послао свог маршала код Неустрашивог да извести да су његови извиђачи увидели турску претходницу и затражио да се офанзива одложи за два сата, како би се његови извиђачи донели обавештајне податке о распореду непријатеља. Неустрашиви је сазвао хитни саветодавни савет, у којем су Ингелрам де Куси и Жан де Виене, адмирал Француске и најстарији француски витез у крсташком рату, саветовали да се повинују жељама мађарског краља, што им се чинило мудрим. На то је Филип II Смели изјавио да је Жигмунд једноставно желео да себи приушти почасти и изразио своју спремност да поведе напад. Ингерлам, који је речи Филипа Смелог прогласио претпоставком, затражио је савет Жана де Виене, који је приметио: „Када се истина и разум не могу чути, тада мора преовладати претпоставка." Жан де Виене је прокоментарисао да ако Филип II Смели жели да нападне, војска мора да следи, али да би било паметније да напредује у договору са Мађарима и другим савезницима. Филип II Смели је одбио овакав предлог и савет је упао у жесток спор, док су млађи витезови оптуживали да старији витезови нису били разборити, већ уплашени. Чини се да је расправа решена када је Филип II Смели одлучио да нападне.
Филип II Смели је преузео контролу над претходницом француских витезова, док су Јован II Неустрашиви и Ингелрам де Куси командовали главнином. Француски витезови, у пратњи својих стрелаца, одјахали су до Никопоља у сусрет Турцима који су се спуштали низ брда на југу. Витезови Хоспиталци, Немци и други савезници остали су са мађарским снагама под Жигмундом. Наредни догађаји су прикривени сукобљеним рачунима. Такман примећује: „Од хрпе различитих сведочења, не постоји кохерентан приказ кретања војски и среће на бојном пољу; постоји само бацајући калеидоскоп.“ Француски јуриш потукао је необучене регруте у првим турским редовима и улетео у редове обучене пешадије, мада су витезови били изложени жестокој ватри стрелаца и били су спутани редовима наоштрених кочева. Хроничари пишу о коњима набијеним на колце, јахачима који су сјахали, вукући колце да пропусте коње и евентуално сузбијање турске пешадије, која је побегла иза сипахија. Ингелрам де Куси и Жан де Виене препоручили су Французима да застану како би регруписали своје редове, мало се одморили и оставили Мађарима време да напредују до положаја у којем би могли подржати Французе. Превладали су над њима млађи витезови који су, немајући појма о величини турске снаге, веровали да су управо победили читаву Бајазитову војску и инсистирали на потери.
Француски витезови су тако наставили уз брдо, мада се у извештајима наводи да је више од половине до овог тренутка пешачило, углавном зато што су их линије оштрих кочева одбациле па су били приморани да сјашу. Борећи се у свом тешком оклопу, стигли су до висоравни на врху падине где су очекивали да ће пронаћи турске снаге у бегу, али уместо тога наишли су на свеже трупе сипахија, које је Бајазит I држао у резерви.
Док су сипахије нагло кретале у контранападу трубећи, ударајући у бубњеве и кличући „Бог је велики!“, Французима је ситуација била очигледно очајна, а неки витезови су се сломили и побегли низ падину. Адмирал Жан де Виене, коме је додељена част као најстаријем витезу да носи француски стандард у битку, био је рањен много пута док је покушавао да окупи морал својих сународника, пре него што се коначно срушио. Остали запажени витезови који су убијени су Жан де Каруж, Филип де Бар и Одард де Касерон. Турци су запретили да ће савладати и Јована Неустрашивог, али су успели да га заробе. Видевши да је Неустрашиви заробљен, остатак Француза се предао.
Временски сплет догађаја је даље нејасан, али изгледа да су се Французе, како су напредовали уз падину, сипахије шибали са бокова. Извештаји говоре о Мађарима и другим националностима у збуњеној борби на равници и о стампеду коња без јахача, за које Такман претпоставља да су се ослободили веза, при чему су Трансилванци и Власи закључили да је битка изгубљена и напустили поље. Жигмунд, Хоспиталци, и Немци борили су се да избегну масакр. У овом тренутку појачање од 1.500 до 5.000 српских витезова под командом Стефана Лазаревића показало се преломним. Сила Жигмунда била је свладана и његов стег заплењен. Тада је убијен и баварски витез Леонхард Раихартингер чију је смрт описао хроничар Јохан Шилтбергер. Уверени да морају побећи, Жигмунда и остали господари успели су да побегну рибарским чамцем до млетачких бродова у Дунаву. Бан Херман II Цељски, гувернер хабсбуршке Крањске и рођак покојне жене Жигмундове, предводио је војску која је дозволила бекство.Стефан Лазаревић је препознао Николу Горјанског, свог девера, који се борио на Жигмундовој страни. Тада је договорена предаја Жигмундове војске, и тиме је крсташка војска дефинитивно поражена.

## Последице
Жигмунд ће касније рећи господару хоспиталаца, "Изгубили смо дан због поноса и таштине ових Француза. Да су веровали мојим саветима, имали бисмо довољно људи да се боримо против наших непријатеља." записао је хроничар Жан Фроасар. „Још од битке код Ронсвоа када је свих дванаест племића Француске убијено, хришћанство није доживело тако велики пораз“.

### Заробљеници и откуп
Бајазит I је обишао ратиште касније тог дана, надајући се да ће пронаћи леш мађарског краља. Његов бес је само појачан открићем масакрираних затвореника из Орјахова. Наредио је да се сви затвореници окупе пред њим следећег јутра (26. септембра). Турци су препознали Жака де Хелија, француског витеза који је служио под султаном Муратом, и наредили му да идентификује главне племиће за откуп. Ингелрам де Куси, Филип II Смели, Ги VI де Ла Тремил и неколико других били су груписани са Јованом Неустрашивим да би били поштеђени. Они за које се проценило да су млађи од 20 година такође су поштеђени и стављени у присилно ропство.
Остали, за које се сматрало да их има неколико хиљада, били су груписани у групе од по троје или четворо, и завезаних руку голи су изведени пред султана. Наређено је њихово погубљење и група џелата је убијала сваку групу редом, одрубљивањем главе или одсецањем удова. Јован II Неустрашиви и остатак племића били су присиљени да стоје поред Бајазита и посматрају погубљења. Жан Ле Мангр, звани „Бусико“, препознат је у линији, али Јован II Неустрашиви је пао на колена пред султаном и измолио да га откупи. Погубљења су се наставила од раног јутра до касног поподнева. Ако оставимо по страни хиперболични приказ, број погубљених се кретао од 300 до 3.000. мада је број мртвих на бојном пољу био много већи.
Од оних који су побегли са бојног поља, мало их је преживело. Толико је војника покушало да доплива до чамца да је неколико њих потонуло од терета; после су они на чамцима одгурнули оне који су покушавали да се укрцају. Многи који су покушали да препливају реку утопили су се. Жигмунд, плашећи се влашке издаје, отпловио је до Црног мора и Цариграда пре него што се морем вратио кући. Они крсташи који су прешли Дунав и покушали да се врате кући копном, установили су да је земља преко које су путовали већ била лишена хране од стране снага Влаха. Сведени на лутање шумом у крпама многи су изгладнели и умрли успут. Можда најпознатији од неколицине који су стигли кући након овог путовања био је гроф Руперт од Баварске, који је стигао на његов праг у просјачким крпама и умро неколико дана касније од исцрпљености.
Заробљеници су били принуђени да пређу 350 миља пут до Галипоља. У Галипољу су заробљени племићи држани у горњим просторијама кула, док је 300 затвореника, који су били султанов удео заједничких заробљеника, држани доле. Брод који је превозио Жигмунда прошао је на пола миље од куле док је пролазио кроз Хелеспонт, за шта су Турци постројили заробљенике дуж обале и подругљиво дозивали Жигмунда да дође и спаси своје другове. Док је био у Цариграду, Жигмунда је правио увертире за откуп заробљеника, али Бајазит је био свестан да је богатство Мађарске потрошено у крсташком рату и да се од Француске могу добити богатији откупи. После два месеца боравка у Галипољу, затвореници су пребачени у Бурсу, другу османску престоницу смештену у Азији, где су чекали вест о својој откупнини.
Прве недеље децембра у Париз су стигле гласине о незамисливом поразу. Како се нису смеле чути одређене вести, они који су ширили гласине били су затварани и ако су осуђени због лажи, слати су на губилиште. Краљ, Бургундија, Орлеан и војвода Бар су поспремили изасланике у Венецију и Мађарску како би им донели вест. Трговачки бродови су 16. децембра у Венецији јавили вест о поразу код Никопоља и бекству краља Жигмунда.
Жак де Хели, витез који је идентификовао племиће после битке, Бајазит је под заветом да се врати наложио да обавести краља Француске и војводу од Бургундије о својој победи и захтевима за откупнину. На Божић је де Хели ујахао у Париз и клечећи пред краљем препричао експедицију, битку, пораз и Бајазитов масакр затвореника. Такође је носио писма од Јована Неустрашивог и других племића. Претпостављало се да су они за које није носио писма мртви. Према монаху Сен Денија, „невоља је владала у свим срцима“, а Дешам је писао о „сахрани од јутра до вечери“. 9. јануар је проглашен даном жалости у целој Француској и тог дана „било је жалосно чути како звона звоне у свим црквама у Паризу“.
Делегација са богатим поклонима за Бајазита напустила је Париз 20. јануара 1397. како би преговарала о откупнинама. Де Хели, везан заклетвом да ће се вратити, већ је отишао с писмима за заробљенике. Помоћ Ђана Галаца постала је од виталне важности, јер је имао широке контакте на османском двору. У међувремену, они изасланици послати почетком децембра стигли су до Венеције и, сазнавши за судбину заробљеника, покушавали су да се пробију до Бурсе. Венеција, која је била француски канал за муслимански исток због своје трговинске мреже, постала је центар за размену вести, новца и откупљених заробљеника.
Дана 13. фебруара 1397. Ингелрам де Куси, болестан и можда оболео од рана, умро је. Жан Ле Мангр и Ги де Тремоле пуштени су самовољно тражећи средства на Леванту до Родоса где се де Тремоле разболио и умро око Ускрса. Француски преговарачи на султановом двору коначно су постигли договор о откупу од 200.000 златних флорина у јуну. Гроф Филип II Смели је умро 15. јуна. Уз депозит од 75.000, затвореници су пуштени 24. јуна уз обећање да ће остати у Венецији док се не плати остатак откупнине. Доласком у Венецију у октобру након заустављања на разним острвима ради опоравка и позајмљивања новца, финансијске трансакције потребне да се обезбеди откупнина и плате путни аранжмани и трошкови племића биле су изузетно сложене. Тространа трансакција између Бургундије, Жигмунда и Венеције трајала је 27 година до коначне исплате. Избијање куге у Венецији захтевало је од племића да се привремено преселе у Тревизо.
Последње од вође крсташа - Јован II Неустрашиви, Жан Ле Мангр, Ги де Тремоле и Жак де ла Марце -, заједно са још седам или осам витезова, поново је ушао у Француску у фебруару 1398. Дочекали су их министранти, забаве и параде док су путовали кроз краљевство, иако Барбара Такман примећује, „пријеми су вероватно представљали не толико народни ентузијазам колико организовану радост, у којој је 14. век бриљирао“.

### Шире последице
Са историјским освртом, Јохан Хуизинга, холандски историчар, је приметио да су „тужне последице крсташке исхитрености која је лакомислено кренула у рат у духу витешке авантуре“, мада учесници и савремени хроничари нису анализирали догађај у овим оквирима.
Из западне Европе није покренута нова експедиција да би зауставила напредовање Турске на Балкану након овог пораза, све до 1440. Енглеска и Француска су убрзо обновиле свој рат. Влашка је наставила свој став против Османлија, зауставивши још једну њихову експедицију следеће године, 1397, и 1400. Пораз и утамничење султана Бајазита од стране Тамерлана у Анкари у лето 1402. отворио је период анархије и грађанског рата у Отоманском царству а Мирча I Старији га је искористио да заједно са Краљевином Мађарском организује кампању против Турака. Мађари, Пољаци и Власи поражени су у бици код Варне 1444. године, а Цариград је коначно пао 1453. године, затим Морејска деспотовина 1460. године, Трапезунтско царство 1461. године и Кнежевина Теодоро 1475. године. чиме је окончан пад остатака Источног римског царства, као и последњи преостали покрети грчког отпора против Османских Турака и на Балкану и у Анадолији.
Битка код Никопоља такође се сматра крајем Другог бугарског царства, јер су се наде у његов препород завршиле поразом крсташа. Њен последњи владар, Јован Страцимир, ухваћен је и убијен у Бурси. Победом код Никопоља Турци су обесхрабрили формирање будућих европских коалиција против њих. Одржали су притисак на Цариград, појачали контролу над Балканом и постали већа претња за средњу Европу.